# Sándor Jakabfy
Sándor Jakabfy (ur. 1 maja 1931 w Pakodzie, zm. w kwietniu 2010 w Zalaegerszeg) – węgierski lekkoatleta (sprinter i skoczek w dal).

## Życiorys
W 1954 wystąpił na igrzyskach sportowych studentów, na której był 6. w skoku w dal. W 1955 został mistrzem Węgier w sztafecie 4 × 200 metrów z czasem 1:28,2 s. W 1956 wystartował na igrzyskach olimpijskich, na których wystąpił w biegu na 200 m oraz sztafecie 4 × 100 m. W biegu na 200 m odpadł w pierwszej rundzie, zajmując 5. miejsce w swoim biegu eliminacyjnym z czasem 21,6 s. Węgierska sztafeta 4 × 100 m w składzie Sándor Jakabfy, Géza Varasdi, György Csányi i Béla Goldoványi odpadła w półfinale, plasując się na 5. pozycji w swoim biegu z czasem 41,5 s. W pierwszej rundzie węgierska drużyna była 2. w swoim biegu eliminacyjnym z czasem 41,5 s. W 1957 Jakabfy został mistrzem kraju w biegu na 100 m z czasem 10,4 s (wyrównany rekord Węgier). Wystartował również na igrzyskach sportowych studentów, na której uplasował się na 4. pozycji w biegu na 100 m i 6. w biegu na 200 m. Podczas mistrzostw Europy w 1958 odpadł w eliminacjach na 100 metrów oraz biegł na trzeciej zmianie węgierskiej sztafety 4 × 100 m, która została zdyskwalifikowana w eliminacjach. Reprezentował klub Budapesti Haladás.
Zmarł w kwietniu 2010 w Zalaegerszeg. Pogrzeb odbył się 20 kwietnia 2010 w tym samym mieście.
Rekordy życiowe:
- bieg na 100 metrów – 10,4 s (1957)
- bieg na 200 metrów – 21,3 s (1957)
- skok w dal – 7,35 m (1955)